# 596 (szám)
Az 596 (római számmal: DXCVI) egy természetes szám.

## A szám a matematikában
A tízes számrendszerbeli 596-os a kettes számrendszerben 1001010100, a nyolcas számrendszerben 1124, a tizenhatos számrendszerben 254 alakban írható fel.
Az 596 páros szám, összetett szám, kanonikus alakban a 22 · 1491 szorzattal, normálalakban az 5,96 · 102 szorzattal írható fel. Hat osztója van a természetes számok halmazán, ezek növekvő sorrendben: 1, 2, 4, 149, 298 és 596.
Huszonháromszögszám.
Az 596 négyzete 355 216, köbe 211 708 736, négyzetgyöke 24,41311, köbgyöke 8,41554, reciproka 0,0016779. Az 596 egység sugarú kör kerülete 3744,77844 egység, területe 1 115 943,976 területegység; az 596 egység sugarú gömb térfogata 886 803 479,6 térfogategység.